# Карамате
Карамате, земунска породица српско порекла, из које су Атанасије J. Карамата (1821—1868) 1848. министар финансија ("касир“, „благајник“, „азнадер") новоосноване Српске Војводине и Марко J. Карамата, секретар кнеза Михаила, академик Јован Карамата и др. Унук Атанасија Карамате барон Јован Николић од Рудне био је ожењен Јелисаветом Обреновић, кћерком кнеза Милоша и сестром кнеза Михаила, а праунук барон Теодор Николић од Рудне био је један од претендената на српски престо.
Атанасије Карамата (Караматов), родоначелник Карамата, доселио се у Земун 1736. године из Катранице (Пирги), јужно од Битоља у Старој Србији, Македонији, а сада у Грчкој. Према неким изворима у то време у Катраници није било Цинцара, али је вероватно да су Карамате биле орођене са цинцарским породицама, пошто су се Срби и Цинцари, као православни хришћани одувек међусобно венчавали. У више случајева породице које су сврстане у цинцарске имају јако предање о српском пореклу, крсне славе и старе иконе светитеља. Такав је случај са Бајићима из Блаце или Костићима у чијој породици се „чува старинска икона на дрвету, донета из Македоније, са словенским натписима".
Атанасије Карамата (Караматов), родоначелник Карамата, доселио се у Земун 1736. године из Катранице, јужно од Битоља у Македонији. Изјаснио се за аустријског држављанина 12. јула 1771. Атанасије Карамата имао је брата Димитрија и кћерку Јелисавету.

## Николићи од Рудне
Јелисавета Карамата, кћерка Атанасија Карамате била је удата за Теодора Николића од Рудне. Имали су сина Јована.

## Барон Јован Николић од Рудне
Барон Јован пл. Николић од Рудне, син Теодора Николића од Рудне и Јелисавете Карамате био је ожењен Јелисаветом Обреновић, кћерком кнеза Милоша и сестром кнеза Михаила.
Њихова деца су Милош, Теодор (Федор), Милан, Михаило и Младен Николић.

### Барон Теодор (Федор) Николић од Рудне
Барон Теодор (Федор) Николић од Рудне, је, поред његовог брата од тетке барона Милоша пл. Бајића, био најистакнутији претендент на српски престо, после смрти кнеза Михаила.
Имали су четворо деце: Јовану, Теодора, Јелисавету и Михелину.
- Јована Николић од Рудне (1870-1917), кћерка Теодора Николића од Рудне, кнез Милошева праунука и чукунунука Атанасија Карамате, удала се 1892. у Будимпешти за барона Гезу Дуку де Кадара (1867-1913), пореклом из српско-цинцарске породице Дука, потомка генерала, фелдцојгмајстера барона Петра Дуке од Кадара[2].
- Јелисавета Николић од Рудне, кћерка Теодора Николића од Рудне, кнез Милошева праунука и чукунунука Атанасија Карамате, удала се 1889. за грофа Еугена цу Хардег ауф Глац ун им Махланде (Gf Eugen zu Hardegg auf Glatz und im Machlande), (1873-1936). Јелисавета Николић од Рудне, други пут се удала у Братислави 1911. за Мориц фон Ремица, а трећи пут у Бечу за Фрица Реску.
- Михелина Николић од Рудне (1882-1901), кћерка Теодора Николића од Рудне, кнез Милошева праунука и чукунунука Атанасија Карамате, удала се 1900. у Бечу за Лудвига Виха фон дер Ројта (Ludwig Wich von der Reuth).

### Барон Михаило Николић од Рудне (1841—1916)
Барон Михаило Николић од Рудне (1841-1916) син Јована Николића од Рудне и Јелисавете Савке Обреновић, кнез Милошев унук и праунук Атанасија Карамате, био је ожењен од 1877. Маријаном Кински фон Вхниц унд Тетау (Marianne Kinsky von Wchinitz und Tettau, 1854-1938), из кнежевске гране породице Кински.
Димитрије Карамата (Караматов), брат Атанасија Карамате дошао је 1775. у Земун, изјаснио се за аустријског државаљанина такође 1771. Димитрије Карамата имао је сина Јована Карамату.

## Јован Карамата
Јован Карамата, син Димитрија Карамате имао је синове Марка и Атанасија и кћерку Јулијану удату Мушицки.
- Марко Карамата
- Атанасије Карамата
- Јулијана Карамата била је удата за др Ђорђа Мушицког

### Марко Ј. Карамата
Марко Карамата био је једно време секретар кнеза Михаила.

### Атанасије Ј. Карамата (1821—1868)
Атанасије Карамата (1821—1868), син Јована Карамате, који је завршио трговачке и техничке науке у Бечу 1848. био је министар финансија ("касир“, „благајник“, „азнадер") новоосноване Српске Војводине.
Атанасије Карамата био је ожењен Анастасијом Живановић, а после њене смрти Маријом Јовица из Шиклоша (* 1832? – † 1923). Жена брата Марије Карамате, рођ. Јовица рођена је у породици митрополита Стратимировића од Кулпина.
Атанасије Карамата и Марија Карамата, рођ. Јовица имали су синове: Константина, Јована, Стевана и Озрена.
- Константин Карамата, проф. земунске гимназије.
- Јован Карамата, директор земунске штедионице.
- Стеван Карамата, директор филијале српске банке у Будимпешти.
- Артиљеријски капетан Озрен Карамата, који је млад умро 1912.

#### Капетан Озрен А. Карамата
Капетан Озрен А. Карамата, аустроугарски официр, оженио се 1908. Јелисаветом Николић у Земуну. Умро је 1912. године.

#### Јован А. Карамата
Јован Карамата, син Атанасија Карамате и Марије Карамата, рођ. Јовица био је деоничар Српске банке и управник Српске штедионице у Земуну.

#### Константин А. Карамата
Константин Коста Карамата, син Атанасија Карамате и Марије Карамата, рођ. Јовица био је професор математике у земунској реалци.

#### Стеван А. Карамата (1864—1940)
Стеван Карамата, банкар, син Атанасија Карамате и Марије Карамата, рођ. Јовица био је први генерални директор Јадранско-подунавске банке са седиштем у Београду.
Стеван Карамата био је деоничар Српске банке и једно време директор њене филијале у Будимпешти.
Стеван Карамата је са супругом Десанком имао четири сина и једну кћерку.
- Озрен С. Карамата
- Константин С. Коста Карамата
- Срђа С. Карамата
- Јован С. Карамата
- Смиљка С. Карамата удата за Владимира Шашкијевића

##### Академик Јован С. Карамата (1903—1967)
Проф. др Јован С. Карамата (1903-1967), син Стевана Карамате, професор математике, члан САНУ (1948), био је признат као један од најугледнијих српских математичара двадесетог века. У периоду од 1925 до 1935 бавио се истраживачким радом на тему теореме ”Тауберове природе” назване по аустријском математичару Алфреду Тауберу. 1930. године, расправом под називом "Über die Hardy-Little woodsche Umkehrungen des Abelschen Stätigkeitssatzes", публиковану на свега две стране у часопису ”Matematische Zeitschrift”, поједностављено је доказао Харди-Литлвудову теорему. Поменути рад донеће Јовану Карамати међународно признање и славу а његова метода ће омогућити даље резултате и примене у бројним радовима познатих математичара света (в. радове - K. Knopp-а, G. Doetsch-а, E. G. Titchmarsh-а, D. V. Vidder-а, J. Favard-а и тд.). Поред радова о функцијама Тауберове природе, Карамата је тридесетих година 20. века дао дефиниције и основне особине правилне/променљиве фунцкије које су доживеле широку примену.
Радио је као наставник на Београдском универзитету, прво као ванредни (1930) на Филозофском и Техничком Факултету, а потом и као редовни професор на Природно-математичком факултету у Београду (изабран 1950). 1951. године се дефинитивно исељава са породицом у Швајцарску, где ће до смрти предавати у својству редовног професора на Катедри за математику на Природно-математичком факултету у Женеви. Између 1935 и 1941, Карамата је био и члан управног одбора осигуравајућег друштва ”Феникс” из Београда док је са ортацима Јулиусом Холбусом, Јованом и Николом Ђуришићем основао познату фабрику текстила са најсавременијом опремом која ће до доласка нациста и усташа у Земун успешно пословати. Пред сам почетак другог светског рата основао је и приватну радионицу за дизајнирање и производњу предмета за унутрашњу декорацију од кованог бакра и гвожђа.
Био је ожењен Емилијом (1906-1959), рођ. Николајевић, правницом и ћерком Борислава Николајевића, апелационог судије из Београда. Имали су четворо деце: Владимира (1934), архитекту, Димитрија (1935) професора на медицинском факултету у Лозани, Марију (1938-1940) и Катарину, биолога (1938-2005). Његови директни потомци живе у Лозани (унуци : Борис и Никола, преко сина Димитрија, и Јован-Jean и Емилија преко сина Владимира.).

##### Потпуковник Озрен С. Карамата (1893—1973)
Потпуковник Озрен С. Карамата био је официр војске Краљевине Југославије.
Озрен С. Карамата био је ожењен Зором пл. Бенко, кћерком Фрање пл. Бенка и Јелене рођ. Радојичић, кћерке градског физикуса у Земуну др Милоша Радојчића и сестре др Константина Радојчића. Породица Бенко је словачког порекла из места Ебенсдорф код Пшемисла. Аустријско племство је даровано Михаилу Бенку, официру, за војне заслуге, 15. септембра 1678. од стране цара Леополда Другог. Михаило Бенко дошао је службом у Вуковар, где су живели и његови потомци до пресељења у Земун. Јован Бенко учествовао је на српској страни у буни 1848. Иван пл. Бенко (1813-1850) је са Аном Влашић имао четворо деце, Марију пл. Ковачић, Ану Милер и синове Ивана пл Бенка (1844-1866), официра и Фрању пл Бенка (1846- ), апотекара, који се доселио у Земун. Породица Бенко имала је кућу у Главној улици бр. 33 у Земуну. Јелена Бенко, рођ. Радојчић, супруга Фрање Бенка и њихова деца Маријана, Иван, Стеван, Софија, Константин, Деспина и Зора била су крштена у православној вери. Приликом уласка српске војске у Земун 1914. породица Бенко показала је највеће одушевљење, због чега је након повлачења Срба, прешла у Србију, где је ухапшена од стране аустроугарских власти у Нишу. На суђењу у Загребу Јелена пл. Бенко осуђена је због велеиздаје на 13 година тешке тамнице и губитак племства, а њене четири кћерке на по 8 година тешке тамнице, због чега су биле на робији до краја рата. Најстарија сестра Зоре Карамата, Маријана била је удата за земунског градског инжењера Павла Хорвата, њен син је загребачки адвокат Владимир Хорват. Брат Иван Бенко било је официр који је заробљен у Априлском рату 1941. и после је живео у иностранству.
Озрен С. Карамата и Зора Карамата рођ. пл. Бенко имали су синове Стевана Карамату, академика, и Константина Косту Карамату.

###### Академик Стеван О. Карамата
Академик проф. др Стеван Карамата је познати геолог. Има сина Озрена Карамату, биолога и кћерку ел. инж. Јелену Јевтовић Карамата чији супруг је др Ђорђе Јевтовић. Живео је у породичној кући у Караматиној улици у Земуну..

###### Константин O. Карамата
Константин Карамата у браку са Јеленом Кумануди има кћерку Милицу удату за Бранислава Милошевића. Имају кћерку.

##### Шашкијевићи
Смиљка С. Карамата, кћерка Стевана Карамате била је удата за капетана фрегате Владимира Шашкијевића, сина Михаила Шашкијевића (1861-1940) из Новог Сада, бановинског инспектора Дунавске бановине Краљевине Југославије.

###### Капетан фрегате Владимир Шашкијевић
Капетан фрегате Владимир Шашкијевић био је командант разарача Дубровник којим је краљ Александар Карађорђевић путовао из Зеленике у Марсељ. Капетан Шашкијевић је после атентата у Марсељу вратио краљево тело у Сплит.
Владимир Шашкијевић и Смиљка С. Карамата добили су у Дубровнику 1929. сина Михаила Шашкијевића, који данас живи у емиграцији у Чикагу.

###### Проф. др Михаило Шашкијевић
Проф. др Михаило Шашкијевић (рођ. 1929), председник је УО Српске банке и залаже се за повраћај имовине Српске банке у Хрватској. Живи у емиграцији у Чикагу.
За време Другог светског рата био је у четницима у ЈВуО. Једном су га ухапсиле немачке окупационе власти и седам пута су га хапсили партизани. Осуђиван после рата. Отишао у емиграцију 1958.
Михаило Шашкијевић био је у затвору на Ади Циганлији у ноћи када је убијен генерал Драгољуб Дража Михаиловић. Сведочење је описао и објавио 2001.

### Мушицки
Јулијана Мушицки, рођ. Карамата, кћерка Јована Карамате и унука Димитрија Карамате била је удата за др Ђорђа Мушицког, директора земунског контумаца (карантина), братанца владике Лукијана Мушицког. Породица Емушицки, или Мушицки, пореклом је из ваљевског краја, одакле је из села Горњи Мушић или Доњи Мушић прешла у сеоби Срба Дунав. Носили су прво презиме Мушићанин, које је касније измењено у Мушицки (Емушицки). Ђорђе Мушицки завршио је богословију у Новом Саду. Његов син Лука, у монаштву Лукијан, будући владика рођен је у Темерину у Бачкој 27. јарнуара 1777. Његов братанац је др Ђорђе Мушицки, који је био ожењен са Јулијаном Карамата.
Унуци Јулијане Мушицки, рођ. Карамата су Владимир Мушицки и генерал Костантин Коста Мушицки.

#### Генерал Константин Коста Мушицки (1897—1946)
Генерал Константин Коста Мушицки (Славонски брод, 1897 - Београд 1946) унук је Јулијане Мушицки, рођ. Карамата. Син је Милана Мушицког и Јелене Михаиловић.

## Породичне куће и имања
Породична кућа Карамата у Караматиној улици у близини Св. Николајевске цркве у Земуну, подигнута је 1750. У овој кући, која и данас постоји 1788. одсео је за време аустро-турског рата аустријски цар Јосиф Други. Велики црни орао који је у то време насликан на једном плафону и данас постоји.
Димитрије Карамата је 1772. купио кућу, данас споменик културе, од Купине удовице Кузмана Јовановића, за тада велику суму од 4.000 форинти. Сликар Георгије Тенецки је три наручена портрета Димитрија, његове супруге Марије и братанца, Атанасијевог сина, урадио 1785. године, а тридесет година касније ликове још неких чланова породице Карамата насликао је Павел Ћурковић.
Јован, син Димитријев, дозидао је 1827. године спрат на средњем делу куће и реновирао читаву грађевину. Сви делови куће, укључујући и приземље, јединствено су повезани фасадом у стилу класицизма. Стара барокна капија на источном делу куће замењена је новом, за кола и пешаке, и изнад ње је означена година када је реконструкција извршена.
У време Аустријско-турског рата 1778/89. године кућа је уступљена аустријском фелдмаршалу Лацију, који је у њој основао војни штаб. У посету су му убрзо дошли аустријски цар Јозеф II Хабзбуршки и његов нећак, престолонаследник Франц, да би видели како се осваја велики и утврђени Београд. У част цару, Димитрије Марковић из Новог Сада урадио је на таваници велике собе (салона) рељеф двоглавог орла у дрвету, који се и данас налази у кући.
У кући је боравио и фелдмаршал Гидеон Ернст Лаудон са штабом Главне аустро-немачке војске у Србији, односно Турској.
Током Српског покрета 1848/49. године, у кући је боравио српски патријарх Јосиф Рајачић са неколицином чланова „Главног народног одбора Војводовине Српске”. Атанасије Карамата је учествовао у раду одбора да би касније постао и његов касир Српске Војводине, што би данас био положај у рангу министра финансија.
Гости куће били су и Вук Караџић и његова кћерка Мина, док су чекали дозволу за прелазак у Београд.

## Сродство
Карамате су били у сродству са Николићима од Рудне, Мушицкима и др.